# Рачки (Житомирская область)
Ра́чки (укр. Рачки) — село на Украине, находится в Чудновском районе Житомирской области.
Код КОАТУУ — 1825887201. Население по переписи 2001 года составляет 571 человек. Почтовый индекс — 13245. Телефонный код — 4139. Занимает площадь 3,599 км².

## Адрес местного совета
13245, Житомирская область, Чудновский р-н, с. Рачки, ул. Ленина, 10